# Longtown (Oklahoma)
Longtown – jednostka osadnicza w Stanach Zjednoczonych, w stanie Oklahoma, w hrabstwie Pittsburg.